# Elliot Carver
Elliot Carver är huvudskurken i James Bondfilmen "Tomorrow Never Dies". Elliot äger en tidning som heter "Tomorrow", som han anser går dåligt. För att få några bra rubriker och öka sin försäljning är Carvers plan är att provocera krig mellan Storbritannien och Kina med en missil.
Men för att få tag i missilen måste Carver skicka en torped mot en båt som har missilen i lastutrymmet. Detta skulle få alla att tro att Kineserna skulle gjort detta (Storbritanniens båt var utanför Kina), men M misstänker att skurken är Elliot. Men för att få allt att se ut som en olycka och få bort alla misstankar måste Carver skicka sin högra hand för att skjuta den förskräckta besättningen till döds. Efter detta åkte en liten U-båt och hämtade missilen.
När Carver inser att Bond upptäckt hans hemliga gömma, ett gigantiskt fartyg, spränger Bond den i luften och dödar Carver med en jätte - motorsåg (som konstigt nog var en av delarna av fartyget som klarat sig), genom att sätta på den av misstag bakom Carver så att han slits och rivs i stycken.